# Важкий пісок
Важкий пісок (рос. Тяжёлый песок) — роман Анатолія Рибакова. Спочатку був надрукований у журналі  «Октябрь» (1978 р.), а вже згодом вийшов окремою книгою (1982 р.). В основі сюжету роману — любов Якова та Рахілі Івановських, а також історія їхньої сім'ї протягом більш ніж тридцяти років (1909—1942). Події твору відбуваються на фоні двох світових воєн, революції в Російській імперії, також описуються трагедії Холокосту.
Роман свого часу відмовлялися друкувати «Новый мир» і «Дружба народов». Незважаючи на великі труднощі (через незвичну тематику), після того як роман потрапив до радянського друку, він одразу приніс Рибакову велику популярність. Вперше в радянській літературі після 1930-х років з'явився роман, присвячений майже виключно єврейському життю. Після розпаду СРСР за його мотивами було створено однойменний багатосерійний фільм.